# Atenuarea schimbărilor climatice
Atenuarea schimbărilor climatice (sau decarbonizarea) este o acțiune de limitare a gazelor cu efect de seră din atmosferă, gaze care provoacă schimbările climatice. Acțiunile de atenuare a schimbărilor climatice sunt conservarea energiei și înlocuirea combustibililor fosili⁠(d) cu surse de energie curată. Strategiile secundare de atenuare sunt modificări ale utilizării terenurilor și eliminarea CO2⁠(d) din atmosferă. Politicile actuale de atenuare a schimbărilor climatice sunt insuficiente, deoarece ar avea ca rezultat o încălzire globală de aproximativ 2,7 °C până în 2100, semnificativ peste Acordul de la Paris din 2015 pentru a limita încălzirea globală la sub 2 °C.
Energiile solară și eoliană pot înlocui combustibilii fosili la cel mai mic cost în comparație cu alte tipuri de energie regenerabilă. Disponibilitatea însoririi și a vântului este variabilă și poate necesita îmbunătățiri ale rețelei electrice, cum ar fi utilizarea transportului electricității pe distanțe lungi⁠(d) pentru a grupa o serie de surse de energie. Stocarea energiei poate fi folosită și pentru a uniformiza puterea furnizată, iar gestionarea cererii⁠(d) poate limita consumul de energie atunci când producția de energie este scăzută. De obicei electricitatea produsă în mod curat poate înlocui combustibilii fosili pentru acționarea vehiculelor, încălzirea clădirilor și derularea proceselor industriale. Anumite domenii sunt mai greu de decarbonizat, cum ar fi transportul aerian și producerea cimentului. În aceste circumstanțe captarea și stocarea dioxidului de carbon (CCS) poate fi o posibilitate de reducere a emisiilor nete, deși pentru atenuarea schimbărilor climatice centralele electrice pe bază de combustibili fosili cu tehnologie CCS sunt în prezent o strategie cu costuri ridicate.
Schimbările utilizării terenurilor, cum ar fi în agricultură și defrișările cauzează aproximativ 1/4 din schimbările climatice. Aceste modificări influențează cât de mult CO2 este absorbit de materia vegetală și cât CO2 este eliberat de materia organică care se descompune sau este arsă. Aceste schimbări fac parte din ciclul rapid al carbonului, în timp ce combustibilii fosili eliberează CO2 care a fost îngropat sub pământ ca parte a ciclului lent al carbonului. Metanul este un gaz cu efect de seră de scurtă durată care este produs prin descompunerea materiei organice și de către animale, precum și prin extracția combustibililor fosili. Schimbările în utilizarea terenurilor pot afecta, de asemenea, modelele de precipitații și reflectivitatea suprafeței Pământului. Este posibil să se reducă emisiile din agricultură prin reducerea risipei alimentare⁠(d), trecerea la o dietă bazată mai mult pe plante⁠(d) și prin îmbunătățirea metodelor agricole.:xvi
Diverse politici pot încuraja atenuarea schimbărilor climatice. Au fost înființate sisteme de tip prețul carbonului care fie taxează emisiile de CO2, fie fac comerț cu emisiile totale și certificatele verzi⁠(d). Subvenționarea combustibililor fosili poate fi eliminată în favoarea subvenționării energiei⁠(d) curate și a stimulentelor oferite pentru aplicarea de măsuri privind eficiența energetică sau trecerea la surse de energie electrică. O altă problemă este depășirea obiecțiilor de mediu atunci când se construiesc noi surse de energie curată și se efectuează modificări ale rețelei. Limitarea schimbărilor climatice prin reducerea emisiilor de gaze cu efect de seră sau eliminarea gazelor cu efect de seră din atmosferă ar putea fi completată de tehnologii climatice precum reducerea absorbției radiației solare⁠(d).

## Beneficii suplimentare
Pentru a atenua efectele schimbărilor climatice⁠(d), este necesară o tranziție energetică rapidă către surse cu emisii de carbon foarte scăzute sau zero.:66:11 Arderea cărbunelui, petrolului și gazelor reprezintă 89 % din emisiile de CO2:20 și încă sunt sursa a 78 % din consumul de energie primară⁠(d).:12
În ciuda cunoștințelor despre riscurile schimbărilor climatice și a numărului tot mai mare de politici climatice adoptate începând cu anii 1980, totuși, tranzițiile energetice nu s-au accelerat către decarbonizare dincolo de tendințele istorice și rămân departe de a atinge obiectivele climatice.
Implementarea energiei regenerabile poate genera beneficii: efecte socio-economice pozitive asupra ocupării forței de muncă, dezvoltării industriale, sănătății și accesului la energie. În funcție de țară și de scenariul de desfășurare, înlocuirea termocentralelor pe cărbune poate dubla numărul de locuri de muncă per MW. Tranziția energetică ar putea crea multe locuri de muncă verzi⁠(d), de exemplu în Africa. Costurile pentru recalificarea lucrătorilor pentru industria energiei regenerabile s-au dovedit a fi reduse atât pentru cărbune în SUA, cât și la nisipurile petrolifere din Canada. Acestea din urmă ar solicita doar realocarea a 2–6 % din subvențiile federale, provinciale și teritoriale pentru petrol și gaze pentru un singur an pentru a asigura lucrătorilor din petrol și gaze o nouă carieră cu un salariu aproximativ echivalent. În zonele rurale neelectrificate, implementarea minirețelelor solare poate îmbunătăți semnificativ accesul la energie electrică.
Oportunitățile de angajare în tranziția ecologică sunt în domeniul utilizării surselor de energie regenerabilă sau în construcții pentru îmbunătățirea și renovarea infrastructurii.